# Матердомини (Бриндизи)
Матердомини (итал. Materdomini) је насеље у Италији у округу Бриндизи, региону Апулија.
Према процени из 2011. у насељу је живело 1928 становника. Насеље се налази на надморској висини од 1 м.